# المهرجان الدولي لفلم المرأة بسلا
المهرجان الدولي لفيلم المرأة بسلا هو مهرجان سينمائي يقام في مدينة سلا بالمغرب.
نظمته جمعية أبي رقراق تحت إشراف الملك محمد السادس بهدف الترويج لسينما المرأة وإبراز دور المرأة في السينما، وقد تم إنشاؤه في عام 2004.
وفي الدورة السادسة عشر للمهرجان فاز الفيلم المجري Six Weeks، بالجائزة الكبرى لأفضل فيلم روائي طويل.

## الجوائز
| النُّسخة | التاريخ                 | الجائزة الكبرى                                                        | جائزة الحُكّام                                                                       | جائزة السيناريو                                                                            |
| ------ | ----------------------- | --------------------------------------------------------------------- | ---------------------------------------------------------------------------------- | ------------------------------------------------------------------------------------------ |
| 1      | 10-15 يوليو 2004        | Depuis qu'Otar est parti… للمُخرجة جولي بيرتوتشيللي · ( فرنسا/ بلجيكا) | L’Examen للمُخرج Nasser Refaie · ( إيران)                                           | Hard Goodbyes: My Father للمُخرجة Penny Panayotopoulou · ( اليونان)                         |
| 2      | 5-9 سبتمبر 2006         | Play للمُخرجة أليسيا شيرسون · ( تشيلي)                                 | تحت السقف للمُخرج نضال الدبس · ( سوريا)                                             | La vida perra de Juanita Narboni للمُخرجة فريدة بليزيد · ( المغرب)                          |
| 3      | 28 سبتمبر-3 أكتوبر 2009 | حليب الحزن للمُخرجة كلوديا لوسا · ( بيرو)                              | Wendy et Lucy للمُخرجة كيلي ريتشارد · ( الولايات المتحدة)                           | Premières Neiges للمُخرجة عايده بيجيتش · ( البوسنة والهرسك/ ألمانيا/ فرنسا)                 |
| 4      | 20-25 سبتمبر 2010       | Une vie toute neuve للمُخرجة Ounie Lecomte · ( كوريا الجنوبية)         | La Robe du soir للمُخرجة Myriam Aziza · ( فرنسا)                                    | الخادمة للمُخرجة سباستيان سيلفا · ( تشيلي) · Puzzle للمُخرجة Natalia Smirnoff · ( الأرجنتين) |
| 5      | 19-24 سبتمبر 2011       | عندما نغادر للمُخرجة فيو ألاداج · ( ألمانيا)                           | شتاء بارد للمُخرجة Debra Granik · ( الولايات المتحدة)                               | Corpo celeste للمُخرجة أليس رورفاكر · ( إيطاليا)                                            |
| 6      | 17-22 سبتمبر 2012       | Hanezu, l'esprit des montagnes للمُخرجة نعومي كاواسي · ( اليابان)      | أندرومان للمُخرج عز العرب العلوي · ( المغرب) · Violeta للمُخرج أندريس وود · ( تشيلي) | Portrait au crépuscule للمُخرجة Angelina Nikonova · ( روسيا)                                |
| 7      | 23-28 سبتمبر 2013       | وجدة للمُخرجة هيفاء المنصور · ( السعودية)                              | Eat Sleep Die للمُخرجة Gabriela Pichler · ( السويد)                                 | Eka et Natia, Chronique d'une jeunesse géorgienne للمُخرجة Nana Ekvtimishvili · ( جورجيا)   |
| 8      | 22-27 سبتمبر 2014       | Refugiado للمُخرج Diego Lerman · ( الأرجنتين)                          | 40 Days of Silence للمُخرج Saodat Ismailova · ( أوزبكستان)                          | فتاة المصنع للمُخرج محمد خان · ( مصر)                                                       |
| 9      | 28 سبتمبر-3 أكتوبر 2015 | ديكور للمُخرج أحمد عبد الله السيد · ( مصر)                             | Vierge sous serment للمُخرجة Laura Bispuri · ( إيطاليا)                             | موستانغ للمُخرجة دينيز غامزي إرغوفين · ( تركيا/ فرنسا)                                      |
| 10     | 16-21 سبتمبر 2016       | Toni Erdmann للمُخرجة مارين ادي · ( ألمانيا)                           | Wolf and Sheep للمُخرجة Shahrbanoo Sadat · ( أفغانستان)                             | Campo Grande}} للمُخرجة Sandra Kogut · ( البرازيل)                                          |
| 11     | 25-30 سبتمبر 2017       | Été 93 للمُخرجة Carla Simón · ( إسبانيا)                               | Ava للمُخرجة Léa Mysius · ( فرنسا)                                                  | Marlina, la tueuse en quatre actes للمُخرجة Mouly Surya · ( إندونيسيا)                      |
| 12     | 24-29 سبتمبر 2018       | Lemonade للمُخرجة Ioana Uricaru · ( رومانيا)                           | Carmen et Lola للمُخرجة Arantxa Echevarría · ( إسبانيا)                             | Les anges portent du blanc للمُخرجة Vivian Qu · ( الصين)                                    |
| 13     | 16-21 سبتمبر 2019       | The Ground Beneath My Feet للمُخرجة Marie Kreutzer · ( النمسا)         | Dieu existe, son nom est Petrunya للمُخرجة Teona Strugar Mitevska · ( مقدونيا)      | The Ground Beneath My Feet للمُخرجة Marie Kreutzer · ( النمسا)                              |